# 1994 في لبنان
فيما يلي قوائم الأحداث التي وقعت خلال عام 1994 في لبنان.